# Грол, Дэйв
Дэвид Эрик (Дэйв) Грол (англ. David Eric Grohl, род. 14 января 1969 года) — американский рок-музыкант и автор песен. Наиболее известен как барабанщик рок-группы Nirvana c 1990 года до её распада в 1994 году и как гитарист-вокалист собственной группы Foo Fighters, которая к 2021 году выпустила десять коммерчески успешных альбомов.
Музыкальная деятельность Грола началась в 1980-х годах, когда он играл в нескольких группах в Вашингтоне.
В 1995 году он основал рок-группу Foo Fighters. В 2002 году он принял приглашение от Queens of the Stone Age на запись альбома и сопровождение группы в их гастрольном туре, несмотря на то, что у Foo Fighters уже был готов к выпуску новый альбом. В 2005 году сотрудничал с группой Garbage.
По мнению британского журнала Classic Rock, Грол является барабанщиком № 2 в истории рок-музыки после Джона Бонема из Led Zeppelin. В списке «100 величайших барабанщиков всех времён» журнала Rolling Stone занимает 27-е место.

## Биография

### Ранние годы
Когда Дэйв был ребёнком, его семья (отец Джеймс Грол, мать Вирджиния Уэнд и старшая сестра Лиза) переехала из Уоррена (штат Огайо) в Спрингфилд (Вирджиния) — пригород столицы США, Вашингтона. Три года спустя, когда Дэвиду было шесть лет, его родители развелись, и он остался жить с матерью.
Раннее влияние на него как на музыканта имело руководство по игре на барабанах «Сокровища земли» барабанщика Тимоти Олдриджа. В 12 лет Дэйв начал учиться играть на гитаре. Ему быстро надоела учёба, и вместо этого он стал самоучкой, оттачивая свои способности, играя в группах своих друзей. Вскоре он стал гитаристом в панк-рок группе Midtown. Годом позже, в 1982 году, Грол и его сестра поехали на лето к своей двоюродной сестре Трейси в городе Эванстоун (штат Иллинойс). Трейси ввела их в мир панка, водя на концерты самых разнообразных панк-групп. «С тех пор мы были натуральными панками, — говорил Грол. — Мы приехали домой, купили журнал Maximumrocknroll и стали погружаться во всё это».
В Вирджинии Грол поступил в школу Томаса Джефферсона, где учился на первом и втором курсе. Его выбрали вице-президентом первого курса. Там же он сыграл кусочки песен таких групп как Circle Jerks и Bad Brains в качестве сигналов перед утренними объявлениями по школьной громкой связи. Но позже Грол с матерью решили, что ему лучше перейти в школу Бишоп Айртон в Александрии, так как в первой школе его учёбе мешало увлечение марихуаной. Он проучился в новой школе весь первый и часть второго курса в 1984—1986 годах.
Учась в школе, Грол играл в нескольких местных группах, в том числе, на гитаре в группе под названием Freak Baby. Во время работы в этой группе Грол стал самостоятельно учиться ещё одному инструменту — ударным. Но поскольку его дом был слишком мал для полноценной ударной установки, он первоначально учился играть на подушках. Когда Freak Baby избавилась от своего бас-гитариста, Грол решил полностью переключиться на ударные, и его новая группа стала называться Mission Impossible. В годы своего становления как барабанщика Грол называл своим образцом, больше всего повлиявшим на него, ударника Led Zeppelin Джона Бонема. Чуть позже он даже сделал себе татуировку на запястье, как у Бонема — три перекрещивающихся круга.
Mission Impossible вскоре переименовалась в Fast, прежде чем распасться, после чего Грол вступил в хардкор-панковскую (с пост-панковским влиянием) группу Dain Bramage.

### Scream (1986—1990)
В 17 лет Грол занял освободившееся от Кента Стакса место барабанщика в популярной в Вашингтоне группе Scream. Чтобы победить в отборе на это место Грол солгал, что ему уже исполнилось 20 лет. Группа предложила ему занять свободное место, и он принял приглашение. Грол бросил школу, объяснив это позже так: «Мне было 17 лет и жутко не терпелось увидеть мир, так что я так и сделал». Следующие четыре года Грол много гастролировал вместе с группой, записав два живых альбома и два студийных: No More Censorship и Fumble, в котором Грол сам написал и исполнил песню Gods Look Down.
Играя в Scream Грол стал фаном группы Melvins и подружился с её участниками. В 1990 году Базз Осборн из The Melvins взял на гастроли друзей Курта Кобейна и Криста Новоселича.

### Nirvana (1990—1994)

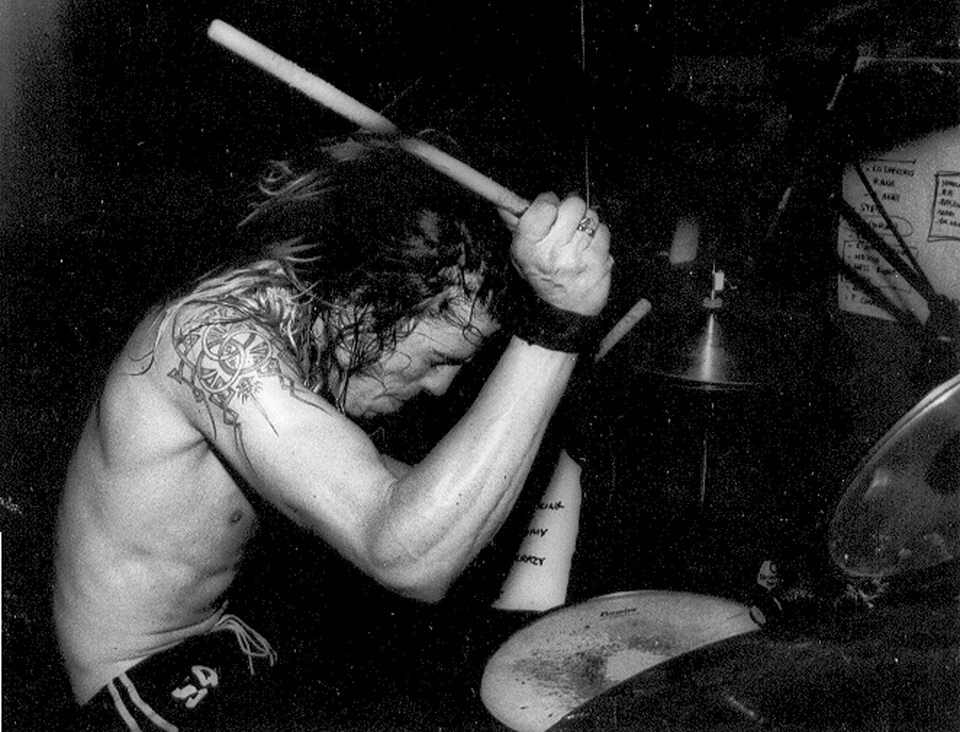
Грол в 1989 году

Несколькими месяцами позже Scream распался из-за ухода басиста, и Грол позвонил Баззу Осборну, спросить совета, что делать. Зная, как сильно Курту Кобейну и Кристу Новоселичу понравилась игра Грола, Осборн дал ему телефон Новоселича. Тот позвал Грола в Сиэтл побывать на провалившемся в итоге выступлении Nirvana в Motor Sports Garage. Это было единственное из выступлений Nirvana, где на ударных играл Дэн Питерс. Позже Грол признался в интервью журналу Роллинг Стоун, что большую часть того выступления Nirvana он провёл на улице, разговаривая с друзьями. Чуть позже Грол прошёл прослушивание в Nirvana и был принят как постоянный барабанщик.
В то время, как Грол присоединился к Nirvana, группа уже записала несколько демо-треков песен, которые должны были быть опубликованы уже после их дебютного альбома Bleach, и записывалась с продюсером Бутчем Вигом в Висконсине. Первоначально новый альбом планировалось издавать на лейбле Sub Pop. Но группа решила попытаться протолкнуть свои демозаписи в какую-нибудь более крупную студию. Первые месяцы работы в Nirvana Грол провёл как раз в поездках по крупным лейблам. В конце концов сделка была заключена с Sound City, и весной 1991 года группа начала студийную запись альбома.
После своего выхода Nevermind превзошёл все ожидания, выведя группу в мировую элиту. В это же время Грол боролся за свой статус в группе. На фоне того, что именно выдающаяся барабанная партия во многом определила успех группы, он всё ещё ощущал себя лишь каким-то очередным барабанщиком из длинного списка тех, кто уже побывал на этом месте. А ведь в его глазах Nirvana была группой, которая записала Bleach. Его собственное присутствие изменило звук того альбома полностью. Причём, по его собственным словам, не всегда в лучшую сторону. Хотя Грол уже несколько лет как сам писал песни, он решил отказаться от их исполнения в Nirvana, чтобы не испортить «химию» группы. Вместо этого Грол сам издал на кассете сборник Pocketwatch (1992) на инди-лейбле Simple Machines. Вместо использования собственного имени Грол использовал псевдоним «Late!».
В последние годы Nirvana вклад Грола в написание песен увеличился. Ещё в первые месяцы в Сиэтле Кобейн услышал, как Грол работает над песней Color Pictures of a Marigold и двумя законченными джемами на неё. Позже Грол записал её на кассете в виде альбома Pocketwatch, а в ходе работы над In Utero, он переписал песню, и группа выпустила эту версию на обратной стороне сингла Heart-Shaped Box, назвав её Marigold. Ещё раньше, когда группа работала над In Utero, Грол работал над партией лид-гитары в том, что позже стало песней Scentless Apprentice. В конце 1993 года Кобейн признавал, что эта гитарная партия была «типа твердолобой», но в конечном итоге он был удовлетворён тем, что вышло (это запечатлено в отрывке из записи With the Lights Out). Кобейн говорил, что взбудоражен возможностями Новоселича и Грола больше участвовать в написании песен.
Предваряя свой европейский тур 1994 года группа сняла студию Robert Lang для своих очередных демозаписей. Большую часть трёхдневной сессии Кобейна не было, так что Новоселич и Грол работали над своими собственными песнями. Их дуэт закончил работу над несколькими песнями Грола, включая будущие песни Foo Fighters: «Exhausted», «Big Me», «February Stars» и «Butterflies». На третий день сессии Кобейн наконец явился, и группа записала демо песни, позже названной «You Know You’re Right». Это была последняя студийная запись группы.

### Foo Fighters (с 1994)

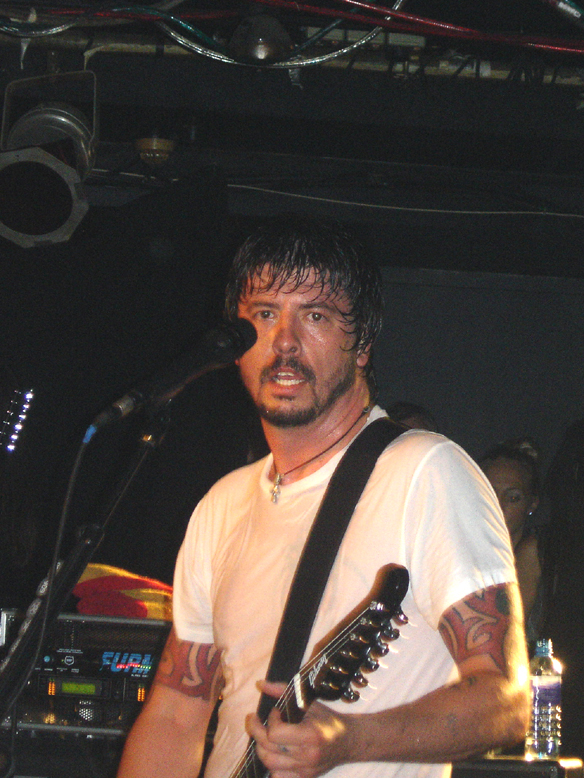
Дэйв Грол с Foo Fighters в Лондоне, 2006 год

После смерти Кобейна в апреле 1994 года Грол оказался на распутье, не зная, что ему делать, и куда идти. Лишь в октябре 1994 года он вновь снял студию Robert Lang и за неделю записал демо на 15 треков. За исключением партии гитары в «X-Static», которую сыграл Грег Дулли из The Afghan Whigs, Грол записал все инструментальные партии сам.
Одновременно Грол подумывал, сможет ли он быть где-то ещё барабанщиком. В ноябре он принял участие в запомнившемся выступлении группы Tom Petty and the Heartbreakers на Saturday Night Live. Петти просил его о постоянной работе, но Грол понимал, что его будущее должно быть где-то в другом месте, и отказался от приглашения. Имя Грола также упоминалось как возможная замена барабанщику Pearl Jam Дейву Аббрузесу, и Грол даже появился на двух-трёх выступлениях группы в марте 1995 года в ходе австралийского тура. Однако Pearl Jam обзавёлся экс-ударником Red Hot Chili Peppers Джеком Айронсом, а у Грола появились собственные планы.
После рассылки своих демо Грол обнаружил большой интерес к себе со стороны крупных лейблов. Он привлёк в качестве участников своей новой группы сессионного гитариста Nirvana Пэта Смира и двух участников группы Sunny Day Real Estate Вильяма Голдсмита (ударные) и Нэта Менделя (бас). Вместо того, чтобы переписывать уже существующий альбом, Грол дал его смикшировать заново Робу Шнапфу и Тому Ротроку, и, в итоге, дебютный альбом «Foo Fighters» был издан в июле 1995 года.
В перерыве между турами группа записала в студии кавер-версию песни Гари Нюмана Down in the Park. В феврале 1996 года Грол и его (на тот момент) жена Дженнифер Янгблад сыграли эпизодическую роль в сериале «Секретные материалы» (X-Files) — эпизод Pusher (Толкач), 3 сезон. Парочку можно увидеть в здании ФБР сразу после того, как преступник по прозвищу Толкач, обладающий паранормальными способностями, воспользовался своим фальшивым пропуском — Грол приостанавливается на секунду, чтобы посмотреть на часы.
После более чем годичной гастрольной поддержки своего альбома Грол вернулся домой и начал работу над саундтреком к фильму Touch, вышедшему в 1997 году. Он закончил все записи за две недели и немедленно присоединился к Foo Fighters, чтобы продолжить их работу над новыми альбомами.
В середине первой студийной сессии второго альбома Foo Fighters у Грола возникли разногласия с ударником Голдсмитом. «Дэйв заставлял меня делать по 96 раз одну и ту же песню, и мне приходилось по 13 часов работать над другой. Казалось, всё, что я делаю, для него не было достаточно хорошо или типа того». Кроме того, Голдсмит думал, что продюсеры лейбла Capital хотели, чтобы Грол сам играл на барабанах.
Когда альбом уже был почти готов, Грол взял к себе домой копию со сведёнными «начерно» записями, и, послушав их, остался недоволен результатом. Он написал ещё несколько песен и одну записал сам в студии в Вашингтоне. Вдохновлённый новой работой Грол без ведома Голдсмита собрал всю группу в студии в Лос-Анджелесе и полностью всё переписал. Когда работа была закончена, Голдсмиту было официально объявлено, что он уволен.
Все эти усилия закончились в мае 1997 году с выходом второго альбома группы The Colour and the Shape. Он окончательно закрепил за Foo Fighters реноме одного из основных обитателей рокерских радиостанций. В альбоме было несколько хитов, таких как «Everlong», «My Hero» и «Monkey Wrench». Перед самым релизом альбома бывший барабанщик Аланис Мориссет Тэйлор Хокинс сел за установку Foo Fighters. Пэт Смир чуть позже был заменён бывшим соратником Грола по Scream Францем Сталом. Тот, в свою очередь, покинул группу перед началом записи третьего альбома Foo Fighters и был заменён гитаристом Крисом Шифлетом, который к началу записи альбома One by One стал постоянным членом команды.
Гастроли без перерыва составляли жизнь Грола с ростом популярности Foo Fighters. Во время редких пауз он останавливался то в Лос-Анджелесе, то в Сиэтле, но в конце концов вернулся в Александрию (штат Вирджиния). Именно там он превратил подвал своего дома в студию, где и записал в 1999 году альбом There Is Nothing Left to Lose.
В 2000 году группа привлекла гитариста Queen Брайана Мэя для придания блеска кавер-версии песни Pink Floyd «Have a cigar» — до этого Foo Fighters записывали эту песню для обратных сторон своих синглов. Дружба между двумя группами привела к тому, что Грола и Тейлора Хокинса привлекали для выступления Queen на концерте Rock and Roll Hall of Fame в 2001 году. Они присоединились к Брайану Мэю и барабанщику Queen Роджеру Тэйлору для исполнения песни Tie Your Mother Down. Грол исполнял вокальную партию Фредди Меркьюри. Кроме того, Брайан Мэй поучаствовал в записи гитары в песне «Tired of You» из следующего альбома Foo Fighters, а также в неизданной песне Knucklehead.
К концу 2001 года Foo Fighters вернулись в студию для работы над своим четвёртым альбомом. Через четыре месяца, работа над альбомом приостановилась, Грол отозвался на приглашение помочь группе Queens of the Stone Age в записи альбома Songs for the Deaf. Грола видно за установкой в клипе на песню «No One Knows». После короткого тура по Северной Америке, Британии и Японии с этой командой, Грол почувствовал удовлетворение от проделанной работы. Только после этого он вновь созвал Foo Fighters, чтобы полностью перезаписать свой альбом в студии в Вирджинии. В итоге получился их четвёртый альбом One by One. Хотя сперва Грол был удовлетворён им, позже, в интервью журналу Rolling Stone в 2005 году, он сказал, что ему не нравится та запись. «Четыре песни были хороши, а семь других я больше никогда в жизни не играл. Мы поторопились и всё просрали» («We rushed into it, and we rushed out of it»).

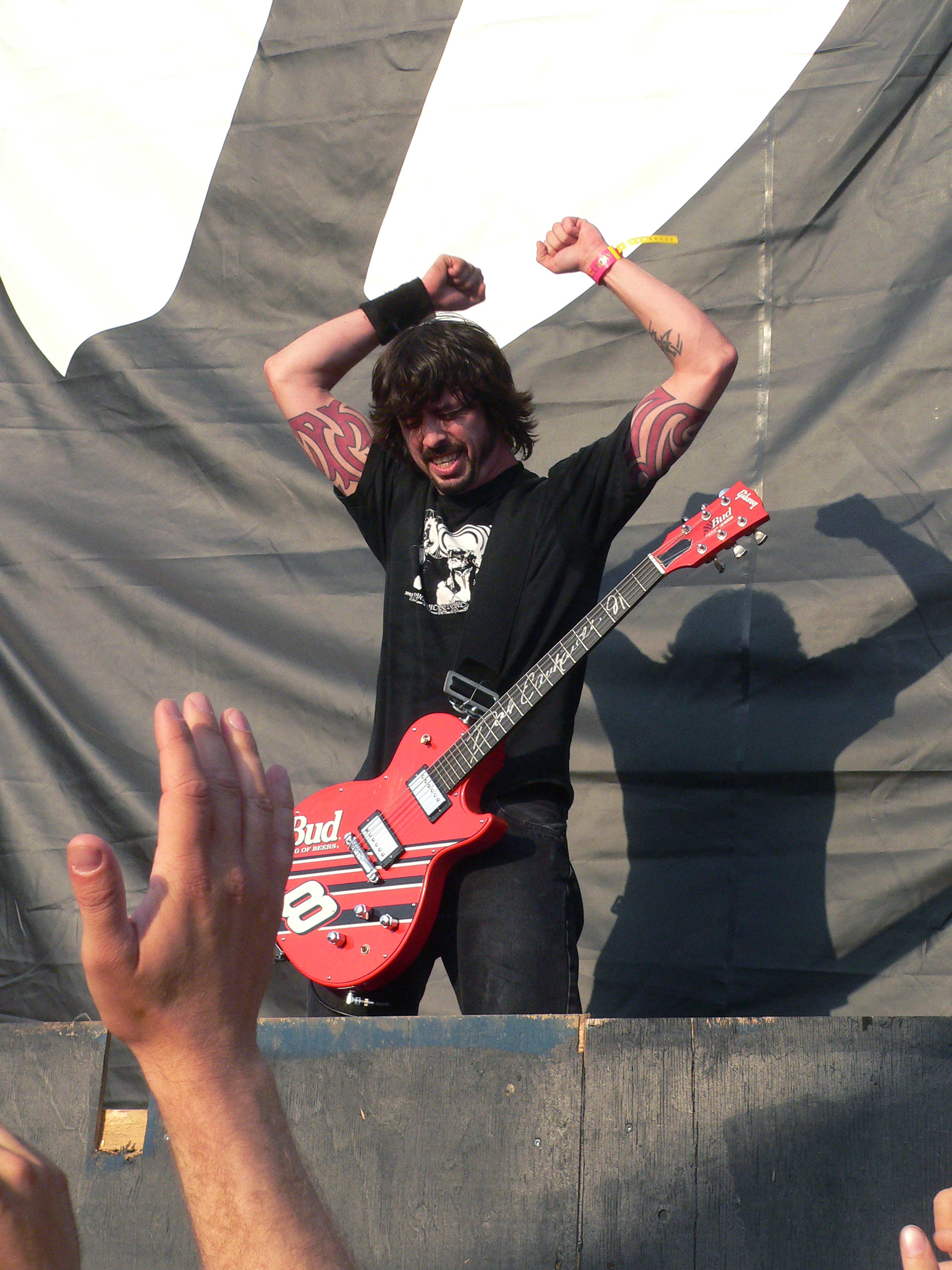
Дэйв Грол на фестивале в Роскилле, в Дании, 2005 год

23 ноября 2002 года Грол как музыкант достиг уникального успеха: в чарте Billboard Modern Rock песня Foo Fighters «All My Life» подвинула на первом месте недавно изданную песню Nirvana «You Know You’re Right». Когда позиции «All My Life» перестали расти, через неделю на первое место чарта вышла песня «No One Knows» Queens of the Stone Age. Таким образом с 26 октября 2002 года по 1 марта 2003 года Грол был номером один в чарте Billboard 17 недель, будучи членом трёх разных групп.
Грол и Foo Fighters выпустили свой пятый альбом In Your Honor 14 июня 2005 года. Перед записью группа потратила почти год, чтобы перевезти студию из Вирджинии в новое помещение в складе под Лос-Анджелесом, который в итоге был назван «Студия 606». В результате сотрудничества с Джоном Полом Джонсом из Led Zeppelin и другими музыкантами, то, что вышло в альбоме в итоге стало отказом от предыдущих достижений группы. Альбом включал в себя два диска: с рок-версией и с акустической версией.
Шестой альбом Foo Fighters «Echoes, Silence, Patience & Grace» вышел 25 сентября 2007 года. 2 ноября 2009 года Foo Fighters выпустили свой первый диск Greatest Hits, состоящий из 16 треков, и включающий ранее неизданную акустическую версию песни «Everlong» и две новых — «Wheels» и «Word Forward». Их продюсировал Буч Виг, в своё время спродюсировавший и альбом Nevermind. Позже Дэйв сказал, что Greatest Hits Foo Fighters было выпускать рановато: «это может выглядеть как некролог». По его словам, лучших своих хитов они пока не написали.

### Другие проекты
Кроме своих основных групп, Грол привлекался и для других музыкальных проектов. В 1992 году он играл на ударных для мини-альбома соло-проекта Базза Осборна King Buzzo (в стиле Kiss). Там он был представлен как Дэйл Никсон — этот псевдоним использовал также Грэг Джин для записи бас-гитары в альбоме группы Black Flag «My War».Также Грол выпустил кассету Pocketwatch на ныне несуществующем независимом лейбле Simple Machines.
В 1993 году Грола позвали помочь воссоздать музыку ранних The Beatles для фильма Backbeat. Грол играл на барабанах вместе с другими звёздами, среди которых были Грег Дулли из Afghan Whigs, независимый продюсер Дон Флемминг, Майк Миллз из R.E.M., Терстен Мур из Sonic Youth и Дэйв Пирнер из Soul Asylum. Музыкальное видео было снято на песню «Money (That’s What I Want)», пока Грол был с Nirvana в европейском туре, сцены с ним были досняты позднее.
Позже, в 1994 году Грол играл на ударных в двух треках к альбому Ball-Hog or Tugboat Майка Ватта. В начале 1995 года Грол и Foo Fighters отыграли свой первый тур по США, открывая выступления Ватта и составляя его группу поддержки.
В начале 2000-х годов Грол записал в своей подвальной студии несколько песен к своему «металлическому» проекту. Спустя несколько лет он привлекал своих любимых металл-вокалистов 1980-х годов для исполнения вокальных партий — Лемми из Motorhead, Конрада «Кронос» Лэнта из Venom, а также Скотта Вейнриха и Макса Кавалера из Sepultura. Проект был издан в 2004 под псевдонимом Probot.
Также в 2003 году Грол сел за установку, чтобы сыграть для второго одноимённого альбома английской пост-панковской группы Killing Joke. Это событие удивило фанатов Nirvana — дело в том, что Nirvana долго обвиняли в том, что она скопировала главный риф из Come As You Are с песни Killing Jokes «Eighties» (1984 год). Как бы то ни было, эти споры не смогли нарушить сотрудничества между группами. Foo Fighters в конце 1990-х перепели песню Killing Joke «Requiem» и даже приглашалась певцом группы Джазом Коулманом для исполнения песни в Новой Зеландии в 2003 году.
В 2004 году Грол играл на барабанах на нескольких треках группы Nine Inch Nails для их альбома 2005 года «With Teeth». Также он играл в песне «Bad Boyfriend» для группы Garbage в альбоме 2005 года «Bleed Like me».

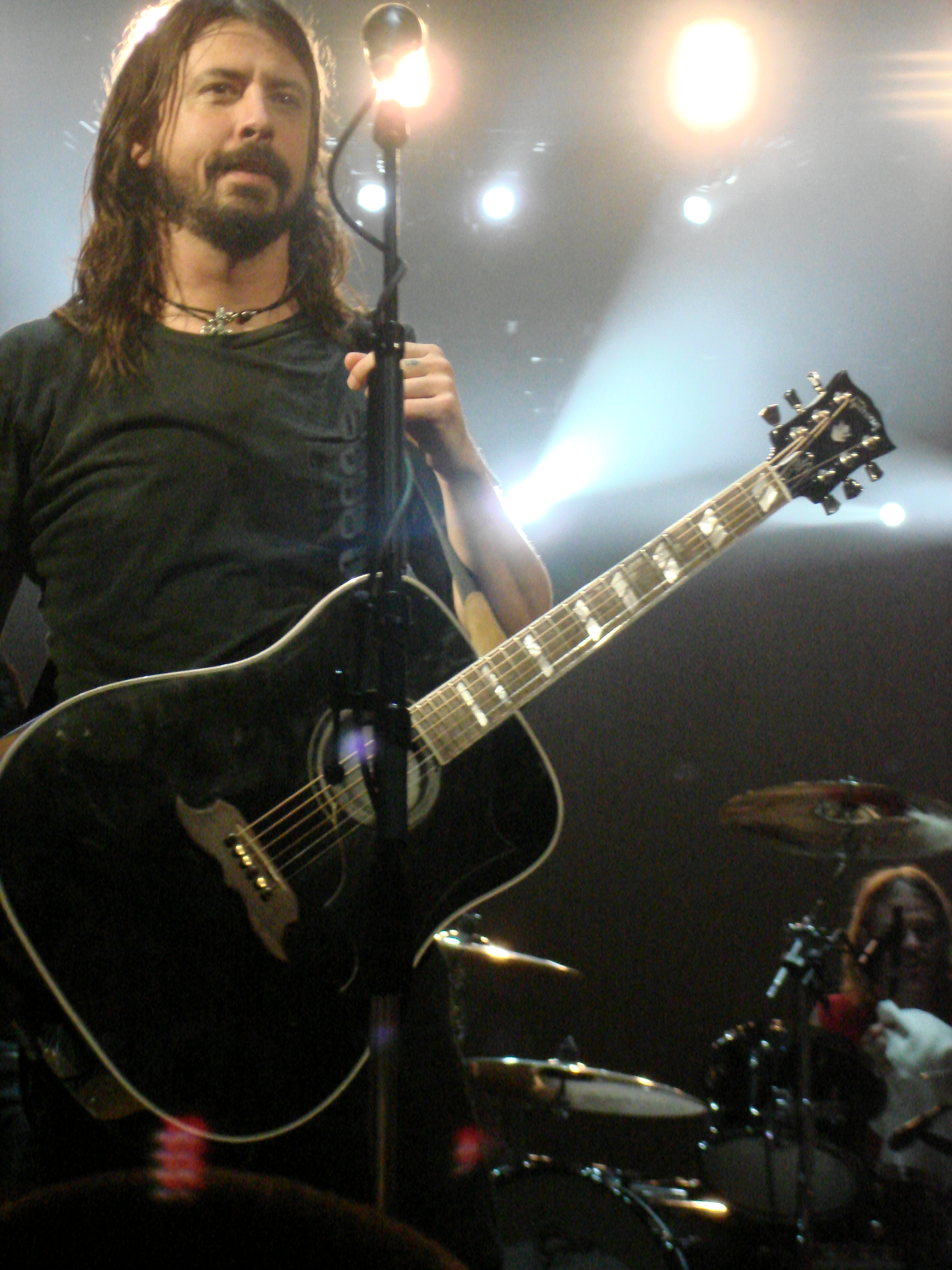
2008 год

В июне 2008 года Грол был специальным гостем Пола Маккартни на концерте на ливерпульском стадионе Anfield. Грол участвовал в группе Маккартни на подпевке и играя на гитаре в песне «Band on the Run», а также на барабанах в «Back in the U.S.S.R.» и «I Saw Her Standing There».
Грол играл на барабанах в песнях Prodigy «Run With The Wolves» и «Stand Up» в 2009 году в альбоме Invaders Must Die.
В 2021 году Дэйв выпустил автобиографию «The Storyteller: Tales of Life and Music», которую, по его словам он написал сам, без помощи журналистов. Аудио-версию книги он озвучил сам же.

### Личная жизнь
Грол женат дважды. Первый раз на фотографе Дженнифер Янгблад с 1993 до 1997 года. После развода у Грола были отношения с Луис Пост из группы Veruca Salt, басисткой группы Hole Мелиссой Ауф Дер Мауэр и профессиональной сноубордисткой Тиной Басич.
В августе 2003 года в своём доме в Лос-Анджелесе он женился во второй раз — на Джордин Блюм. Среди приглашённых были продюсер Клив Дэйвис, актёр Джэк Блэк и соратник по Nirvana Крист Новоселич.
15 апреля 2006 года у них родился первый ребёнок — дочь Вайолет Мэй. Она была названа в честь бабушки Дэйва по материнской линии. Ранее в тот год участник Foo Fighters Тэйлор Хокинс в интервью говорил: «Мы собираемся в тур по Европе в январе и феврале, но нам надо вернуться домой к марту, потому что у Дейва и его жены будет ребёнок». «Но кажется, я не должен был этого говорить», — добавил он. Грол говорил, что он играл музыку своей дочери, когда она ещё не родилась, отмечая, что «ей нравится Beatles, она сползает вниз под Beach Boys и пинается под Моцарта». В апреле 2009 года у Гролов родился второй ребёнок — дочь Харпер Уиллоу, в августе 2014 — третья дочь Офелия.
1 августа 2024 года у Дэйва родилась дочь вне брака. 11 сентября он опубликовал сообщение об этом в Instagram’е: «Недавно я стал отцом ребёнка, рождённого не в браке. Я планирую для неё быть любищим и поддерживающим родителем. Я люблю свою жену и детей, и я делаю всё, что в моих силах, чтобы вернуть их доверие и заслужить прощение». В феврале 2025 стало известно, что мать девочки, Дженнифер Янг из Флориды, проживающая сейчас в Лос-Анджелесе.
В мае 2006 года Грол послал письмо поддержки двум шахтёрам в Австралии, застрявшим в шахте после обрушения. В первые дни после аварии один из них попросил спустить к ним через маленькое отверстие iPod с записанным альбомом Foo Fighters «In Your Honor». В письме Грола говорилось: «Хотя нас разделяет полмира, моё сердце с вами обоими. Имейте в виду, что когда вы выберетесь, вас будет ждать два билета на любой концерт Foo Fighters где угодно и две кружки холодного пива. Договорились?». В октябре 2006 года один из шахтёров принял приглашение, выпив с Гролом по кружке пива после акустического концерта в Сиднейской опере.
В августе 2009 года Гролу передали ключ от города Уоррен в Огайо. Одна из улиц в этом городе названа Аллея Дэвида Грола.

### Проблемы с законом
23 января 2000 года во время тура Foo Fighters по Австралии Грол был арестован местной полицией за вождение в нетрезвом виде, когда он возвращался с концерта в городе Голд Кост. Грола вытащили из-за руля его мопеда, и проверили тестером. Он был оштрафован на $400 и лишён австралийского разрешения на вождение на три месяца. По итогам этого инцидента Грол заявил: «Так что, народ, я думаю, если эта история чему и учит, так это: не езди после пары кружек пива, даже если чувствуешь себя полностью в норме, как это было у меня».

## Признание
В августе 2009 года Грол получил ключ от города Уоррен, штат Огайо, своего родного города, и исполнил песни «Everlong», «Times Like These» и «My Hero». В центре Уоррена ему посвящена дорога, названная «Аллея Дэвида Грола» и украшенная фресками местных художников.
В 2012 году в родном городе Грола — Уоррене — в честь него были установлены гигантские барабанные палочки весом 409 кг. По данным The Hollywood Reporter, массивная пара побила мировой рекорд Гиннесса. Впервые барабанные палочки-рекордсмены были показаны публике 7 июля во время концерта в Warren Amphitheater.
В 2024 году в честь Грола был назван новый вид муравьёв Leptogenys grohli.
17 мая 2024 года Гролу была вручена премия Джорджа и Айры Гершвинов (Калифорнийский университет в Лос-Анджелесе, США).

## Альбомы, записанные при участии Грола

### В составеNirvana
- 1991 — Nevermind
- 1992 — Incesticide
- 1993 — In Utero
- 1994 — MTV Unplugged in New York

### В составеFoo Fighters
- 1995 — Foo Fighters
- 1997 — The Colour and the Shape
- 1999 — There Is Nothing Left to Lose
- 2002 — One by One
- 2005 — In Your Honor
- 2007 — Echoes, Silence, Patience & Grace
- 2009 — Greatest Hits
- 2011 — Wasting Light
- 2014 — Sonic Highways
- 2017 — Concrete and Gold
- 2021 — Medicine at Midnight
- 2023 — But Here We Are

### В составеKilling Joke
- 2003 — Killing Joke

### В составеProbot
- 2004 — Probot

### В составеQueens of the Stone Age
- 2002 — Songs For The Deaf
- 2013 — …Like Clockwork

### В составеThem Crooked Vultures
- 2009 — Them Crooked Vultures